# Psammodius flavolittoralis
Psammodius flavolittoralis är en skalbaggsart som beskrevs av Kim 1980. Psammodius flavolittoralis ingår i släktet Psammodius och familjen Aphodiidae. Inga underarter finns listade i Catalogue of Life.